# Ettiswil
Ettiswil (toponimo tedesco) è un comune svizzero di 2 853 abitanti del Canton Lucerna, nel distretto di Willisau.

## Geografia fisica
Il territorio di Ettiswil si estende sul margine meridionale della piana paludosa del Wauwilermoos.

## Storia
Il 1º gennaio 2006 ha inglobato il comune soppresso di Kottwil.

### Simboli
Lo stemma è stato adottato nel 1968 e riprende quello raffigurato su una mappa di Lucerna del XVII secolo; il gonfalone comunale è un drappo partito di bianco e di nero.

## Monumenti e luoghi d'interesse
- Chiesa parrocchiale cattolica dei Santi Maria e Stefano, attestata dall'XI secolo  e ricostruita nel 1650 e nel 1769-1771 in stile barocco[3];
- Cappella cattolica del Santissimo Sacramento, eretta nel 1450-1452 in seguito al cosiddetto miracolo eucaristico di Ettiswil del 1447[3];
- Castello di Wyher, attestato dal 1304 e ricostruito nel 1510 circa in stile tardogotico da Petermann Feer[3].

## Società

### Evoluzione demografica
L'evoluzione demografica è riportata nella seguente tabella:
Abitanti censiti

## Geografia antropica

### Frazioni

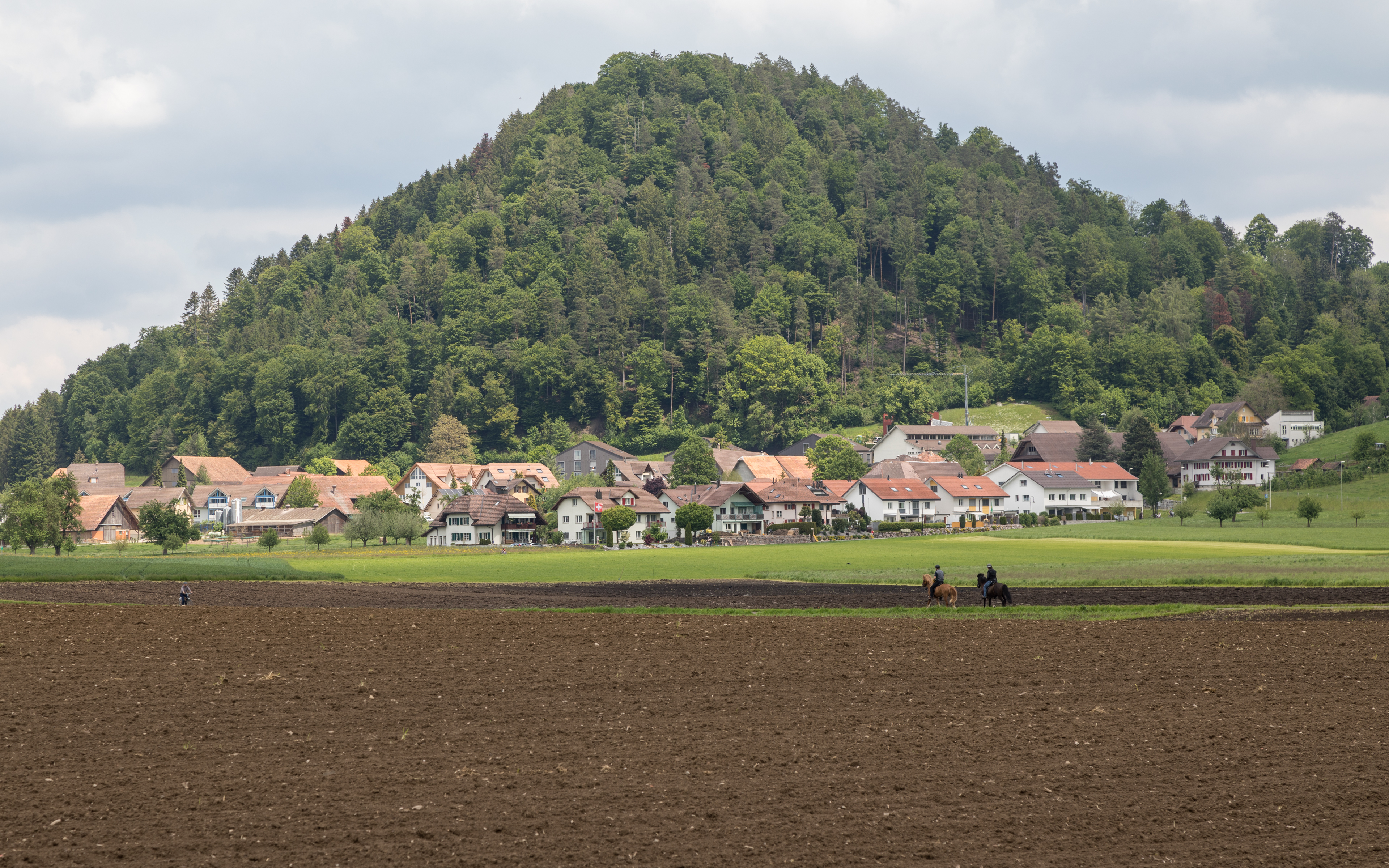
Kottwil

Le frazioni di Ettiswil sono:
- Ausserdorf[senza fonte]
- Kottwil[7]
  - Seewagen
  - Zuswil

## Economia
L'economia locale si basa prevalentemente sul settore terziario.